# Singa (genre)
Pour les articles homonymes, voir Singa.
Genre
Singa est un genre d'araignées aranéomorphes de la famille des Araneidae.

## Distribution
Les espèces de ce genre se rencontrent en Asie, en Afrique, en Europe et en Amérique du Nord.

## Liste des espèces
Selon World Spider Catalog (version 25.5, 02/02/2025) :
- Singa albobivittata Caporiacco, 1947
- Singa albodorsata Kauri, 1950
- Singa alpigena Yin, Wang & Li, 1983
- Singa alpigenoides Song & Zhu, 1992
- Singa ammophila Levy, 2007
- Singa bifasciata Schenkel, 1936
- Singa chota Tikader, 1970
- Singa concinna Karsch, 1884
- Singa cruciformis Yin, Peng & Wang, 1994
- Singa cyanea (Worley, 1928)
- Singa eugeni Levi, 1972
- Singa haddooensis Tikader, 1977
- Singa hamata (Clerck, 1757)
- Singa hilira Barrion & Litsinger, 1995
- Singa kansuensis Schenkel, 1936
- Singa keyserlingi McCook, 1894
- Singa lawrencei (Lessert, 1930)
- Singa leucoplagiata (Simon, 1899)
- Singa lucina (Audouin, 1826)
- Singa myrrhea (Simon, 1895)
- Singa neta (O. Pickard-Cambridge, 1872)
- Singa nitidula C. L. Koch, 1844
- Singa semiatra L. Koch, 1867
- Singa simoniana Costa, 1885
- Singa theodori (Thorell, 1894)

## Systématique et taxinomie
Ce genre a été décrit par C. L. Koch en 1836.

## Publication originale
- C. L. Koch, 1836 : Die Arachniden. Nürnberg, Dritter Band, p. 1-104 (texte intégral).